# Verenigde Staten op de Olympische Winterspelen 1984
Tijdens de Olympische Winterspelen van 1984, die in Sarajevo (Joegoslavië) werden gehouden, namen Verenigde Staten voor de veertiende keer deel.

## Medailleoverzicht
| Sport       | Olympiër                            | Discipline       | Medaille |
| ----------- | ----------------------------------- | ---------------- | -------- |
| Alpineskiën | Bill Johnson                        | afdaling (m)     | Goud     |
| Alpineskiën | Phil Mahre                          | slalom (m)       | Goud     |
| Alpineskiën | Debbie Armstrong                    | reuzenslalom (v) | Goud     |
| Kunstrijden | Scott Hamilton                      | mannen           | Goud     |
| Alpineskiën | Steve Mahre                         | slalom (m)       | Zilver   |
| Alpineskiën | Christin Cooper                     | reuzenslalom (v) | Zilver   |
| Kunstrijden | Rosalynn Sumners                    | vrouwen          | Zilver   |
| Kunstrijden | Caitlin Carruthers Peter Carruthers | paarrijden       | Zilver   |

## Deelnemers en resultaten

### Alpineskiën
| Olympiër         | Discipline       | Resultaat | Prestatie                       |
| ---------------- | ---------------- | --------- | ------------------------------- |
| Bill Johnson     | afdaling (m)     | Goud      | 1.45,59                         |
| Douglas Lewis    | afdaling (m)     | 24e       | 1.48,49 (+2,90)                 |
| Phil Mahre       | reuzenslalom (m) | 8e        | 2.43,25 (+2,07) 1.22,09+1.21,16 |
| Phil Mahre       | slalom (m)       | Goud      | 1.39,41 51,55+47,86             |
| Steve Mahre      | reuzenslalom (m) | 17e       | 2.46,03 (+4,85) 1.23,43+1.22,60 |
| Steve Mahre      | slalom (m)       | Zilver    | 1.39,62 (+0,21) 50,85+48,77     |
| Gale Shaw        | reuzenslalom (m) | dnf-1     | opgave run 1                    |
| Gale Shaw        | slalom (m)       | dnf-2     | opgave run 2                    |
|                  |                  |           |                                 |
| Debbie Armstrong | afdaling (v)     | 21e       | 1.15,57 (+2,21)                 |
| Debbie Armstrong | reuzenslalom (v) | Goud      | 2.20,98 1.08,97+1.12,01         |
| Christin Cooper  | reuzenslalom (v) | Zilver    | 2.21,38 (+0,40) 1.08,87+1.12,51 |
| Christin Cooper  | slalom (v)       | dnf-1     | opgave run 1                    |
| Holly Flanders   | afdaling (v)     | 16e       | 1.15,11 (+1,75)                 |
| Maria Maricich   | afdaling (v)     | 19e       | 1.15,55 (+2,19)                 |
| Tamara McKinney  | reuzenslalom (v) | 4e        | 2.21,83 (+0,85) 1.10,11+1.11,72 |
| Tamara McKinney  | slalom (v)       | dnf-1     | opgave run 1                    |
| Cindy Nelson     | reuzenslalom (v) | 18e       | 2.24,88 (+3,90) 1.11,44+1.13,44 |

### Biatlon
| Olympiër                                            | Discipline             | Resultaat | Prestatie                                                                                       |
| --------------------------------------------------- | ---------------------- | --------- | ----------------------------------------------------------------------------------------------- |
| Bill Carow                                          | 10 km (m)              | 20e       | 33.05,8 (+2.12,0) pen.: 0 (0 / 0)                                                               |
| Josh Thompson                                       | 10 km (m)              | 40e       | 35.10,5 (+4.16,7) pen.: 4 (2 / 2)                                                               |
| Donald Nielsen                                      | 10 km (m)              | 42e       | 35.23,3 (+4.29,5) pen.: 3 (2 / 1)                                                               |
| Lyle Nelson                                         | 20 km (m)              | 26e       | 1:21.05,4 (+9.12,7) pen.: 7 (2 / 3 / 1 / 1)                                                     |
| Glen Eberle                                         | 20 km (m)              | 33e       | 1:22.15,0 (+10.22,3) pen.: 4 (2 / 2 / 0 / 0)                                                    |
| Martin Hagen                                        | 20 km (m)              | 53e       | 1:30.19,8 (+18.27,1) pen.: 12 (2 / 4 / 2 / 4)                                                   |
| Bill Carow Donald Nielsen Lyle Nelson Josh Thompson | 4x7,5 km estafette (m) | 11e       | 1:44.31,90 (+5.40,2) pen.: 0-12 (0-4 / 0-6 / 0-1 / 0-1) (27.23,9 / 26.42,7 / 24.58,2 / 25.27,1) |

### Bobsleeën
| Olympiër                                             | Discipline                        | Resultaat | Prestatie                                       |
| ---------------------------------------------------- | --------------------------------- | --------- | ----------------------------------------------- |
| Brent Rushlaw James Tyler                            | 2-mansbob (m) Verenigde Staten I  | 15e       | 3.30,75 (+5,19) (53,01 / 52,99 / 52,35 / 52,40) |
| Frederick Fritsch John DeAtley                       | 2-mansbob (m) Verenigde Staten II | 17e       | 3.32,20 (+6,64) (53,47 / 53,32 / 52,63 / 52,78) |
| Jeff Jost Joe Briski Thomas Barnes Hal Hoye          | 4-mansbob (m) Verenigde Staten I  | 5e        | 3.23,33 (+3,11) (50,83 / 50,97 / 50,89 / 50,64) |
| Brent Rushlaw Edward Card James Tyler Francis Hansen | 4-mansbob (m) Verenigde Staten II | 16e       | 3.25,50 (+5,28) (51,04 / 51,35 / 51,58 / 51,53) |

### Kunstrijden
| Olympiër                            | Discipline | Resultaat | Prestatie                                                        |
| ----------------------------------- | ---------- | --------- | ---------------------------------------------------------------- |
| Scott Hamilton                      | mannen     | Goud      | 3,4 punten (verpl. figuren: 1 - korte kür: 2 - lange kür: 2)     |
| Brian Boitano                       | mannen     | 5e        | 11,0 punten (verpl. figuren: 8 - korte kür: 3 - lange kür: 5)    |
| Mark Cockerell                      | mannen     | 13e       | 27,6 punten (verpl. figuren: 18 - korte kür: 17 - lange kür: 10) |
| Rosalynn Sumners                    | vrouwen    | Zilver    | 4,6 punten (verpl. figuren: 1 - korte kür: 5 - lange kür: 2)     |
| Tiffany Chin                        | vrouwen    | 4e        | 11,0 punten (verpl. figuren: 12 - korte kür: 2 - lange kür: 3)   |
| Elaine Zayak                        | vrouwen    | 6e        | 14,2 punten (verpl. figuren: 13 - korte kür: 6 - lange kür: 4)   |
| Caitlin Carruthers Peter Carruthers | paarrijden | Zilver    | 2,8 punten (korte kür: 2 - lange kür: 2)                         |
| Jill Watson Burt Lancon             | paarrijden | 6e        | 9,2 punten (korte kür: 8 - lange kür: 6)                         |
| Lea Ann Miller William Fauver       | paarrijden | 10e       | 14,0 punten (korte kür: 10 - lange kür: 10)                      |
| Judy Blumberg Michael Seibert       | ijsdansen  | 4e        | 7,0 punten (verpl. dans: 3 - org. dans: 3 - vrije dans: 4)       |
| Carol Fox Richard Dalley            | ijsdansen  | 5e        | 10,6 punten (verpl. dans: 6 - org. dans: 5 - vrije dans: 5)      |
| Elisa Spitz Scott Gregory           | ijsdansen  | 10e       | 20,0 punten (verpl. dans: 10 - org. dans: 10 - vrije dans: 10)   |

### Langlaufen
| Olympiër                                                      | Discipline            | Resultaat | Prestatie                                                   |
| ------------------------------------------------------------- | --------------------- | --------- | ----------------------------------------------------------- |
| Todd Boonstra                                                 | 15 km (m)             | 54e       | 46.36,5 (+5.10,9)                                           |
| Kevin Brochman                                                | 30 km (m)             | 47e       | 1:39.24,6 (+10.28,3)                                        |
| Tim Caldwell                                                  | 15 km (m)             | 39e       | 45.21,2 (+3.55,6)                                           |
| Audun Endestad                                                | 50 km (m)             | 18e       | 2:24.14,4 (+8.18,6)                                         |
| Jim Galanes                                                   | 30 km (m)             | 36e       | 1:37.21,2 (+8.24,9)                                         |
| Jim Galanes                                                   | 50 km (m)             | 31e       | 2:28.00,7 (+12.04,9)                                        |
| Bill Koch                                                     | 15 km (m)             | 27e       | 43.53,7 (+2.28,1)                                           |
| Bill Koch                                                     | 30 km (m)             | 21e       | 1:33.44,4 (+4.48,1)                                         |
| Bill Koch                                                     | 50 km (m)             | 17e       | 2:24.02,3 (+8.06,5)                                         |
| Dan Simoneau                                                  | 15 km (m)             | 18e       | 43.03,4 (+1.37,8)                                           |
| Dan Simoneau                                                  | 30 km (m)             | 29e       | 1:35.50,7 (+6.54,4)                                         |
| Dan Simoneau                                                  | 50 km (m)             | 26e       | 2:25.43,1 (+9.47,3)                                         |
| Dan Simoneau Tim Caldwell Jim Galanes Bill Koch               | 4x10 km estafette (m) | 8e        | 1:59.52,3 (+4.46,0) (29.36,4 / 31.43,0 / 29.14,7 / 29.18,2) |
|                                                               |                       |           |                                                             |
| Susan Long                                                    | 5 km (v)              | 38e       | 19.28,5 (+2.24,5)                                           |
| Susan Long                                                    | 10 km (v)             | 32e       | 35.58,9 (+4.14,7)                                           |
| Susan Long                                                    | 20 km (v)             | 28e       | 1:07.25,9 (+5.40,9)                                         |
| Kelly Milligan                                                | 20 km (v)             | 37e       | 1:11.50,4 (+10.05,4)                                        |
| Judy Rabinowitz                                               | 5 km (v)              | 30e       | 18.41,5 (+1.37,5)                                           |
| Judy Rabinowitz                                               | 10 km (v)             | 26e       | 34.35,1 (+2.50,9)                                           |
| Judy Rabinowitz                                               | 20 km (v)             | 27e       | 1:07.11,4 (+5.26,4)                                         |
| Patricia Ross                                                 | 5 km (v)              | 40e       | 19.30,9 (+2.26,9)                                           |
| Patricia Ross                                                 | 10 km (v)             | 39e       | 35.41,3 (+3.57,1)                                           |
| Lynn Spencer-Galanes                                          | 5 km (v)              | 27e       | 18.38,0 (+1.34,0)                                           |
| Lynn Spencer-Galanes                                          | 10 km (v)             | 40e       | 35.47,4 (+4.03,2)                                           |
| Lynn Spencer-Galanes                                          | 20 km (v)             | 33e       | 1:08.25,0 (+6.40,0)                                         |
| Susan Long Judy Rabinowitz Lynn Spencer-Galanes Patricia Ross | 4x5 km estafette (v)  | 7e        | 1:10.48,4 (+3.58,7) (18.09,9 / 17.13,2 / 17.28,5 / 17.56,8) |

### Noordse combinatie
| Olympiër     | Discipline | Resultaat | Prestatie                                                                                            |
| ------------ | ---------- | --------- | --- |
| Kerry Lynch  | mannen     | 13e       | 388,165 punten schans: 181,8 p 95,9 (80,0 m)+84,5 (77,0 m)+85,9 (79,0 m) 15 km: 206,365 p (48.02,9)  |
| Pat Ahern    | mannen     | 17e       | 384,620 punten schans: 195,1 p 103,5 (83,5 m)+87,4 (78,5 m)+91,6 (81,0 m) 15 km: 189,520 p (49.55,2) |
| Mike Randall | mannen     | 28e       | 320,950 punten schans: 145,8 p 70,2 (68,0 m)+75,6 (70,5 m)+70,0 (70,0 m) 15 km: 175,150 p (51.31,0)  |

### Rodelen
| Olympiër                     | Discipline | Resultaat | Prestatie                                              |
| ---------------------------- | ---------- | --------- | ------------------------------------------------------ |
| Frank Masley                 | mannen     | 14e       | 3.07,750 (+3,492) (46,890 / 47,073 / 46,797 / 46,990)  |
| David Gilman                 | mannen     | 17e       | 3.09,857 (+5,599) (47,341 / 48,178 / 47,151 / 47,187)  |
| Timothy Nardiello            | mannen     | 21e       | 3.11,320 (+7,062) (47,899 / 47,799 / 47,784 / 47,838)  |
| Bonny Warner                 | vrouwen    | 15e       | 2.51,910 (+5,340) (42,632 / 42,647 / 44,103 / 42,528)  |
| Theresa Riedl                | vrouwen    | 19e       | 2.55,265 (+8,695) (43,520 / 43,995 / 44,620 / 43,130)  |
| Antoinette Damigella         | vrouwen    | 20e       | 2.56,981 (+10,411) (45,170 / 43,187 / 45,579 / 43,045) |
| Ronald Rossi Douglas Bateman | dubbel     | 9e        | 1.24,651 (+1,031) (42,400 / 42,251)                    |
| Frank Masley Raymond Bateman | dubbel     | 13e       | 1.26,331 (+2,711) (43,047 / 43,284)                    |

### Schaatsen
| Olympiër          | Discipline   | Resultaat | Prestatie         |
| ----------------- | ------------ | --------- | ----------------- |
| Erik Henriksen    | 500 m (m)    | 20e       | 39,45 (+1,26)     |
| Erik Henriksen    | 1000 m (m)   | 11e       | 1.17,64 (+1,84)   |
| Erik Henriksen    | 1500 m (m)   | 21e       | 2.02,20 (+3,84)   |
| Mark Huck         | 5000 m (m)   | 35e       | 7.46,91 (+34,63)  |
| Dan Jansen        | 500 m (m)    | 4e        | 38,55 (+0,36)     |
| Dan Jansen        | 1000 m (m)   | 16e       | 1.18,73 (+2,93)   |
| Mark Mitchell     | 1500 m (m)   | 33e       | 2.04,26 (+5,90)   |
| Mark Mitchell     | 5000 m (m)   | 21e       | 7.34,32 (+22,04)  |
| Mark Mitchell     | 10.000 m (m) | 21e       | 15.21,24 (+41,34) |
| Nick Thometz      | 500 m (m)    | 5e        | 38,56 (+0,37)     |
| Nick Thometz      | 1000 m (m)   | 4e        | 1.16,85 (+1,05)   |
| Nick Thometz      | 1500 m (m)   | 14e       | 2.00,77 (+2,41)   |
| Mike Woods        | 5000 m (m)   | 12e       | 7.24,81 (+12,53)  |
| Mike Woods        | 10.000 m (m) | 7e        | 14.57,30 (+17,40) |
|                   |              |           |                   |
| Bonnie Blair      | 500 m (v)    | 8e        | 42,53 (+1,51)     |
| Katie Class       | 500 m (v)    | 10e       | 42,97 (+1,95)     |
| Katie Class       | 1000 m (v)   | 17e       | 1.27,57 (+5,96)   |
| Mary Docter       | 1000 m (v)   | 24e       | 1.28,55 (+6,94)   |
| Mary Docter       | 1500 m (v)   | 14e       | 2.12,14 (+8,72)   |
| Mary Docter       | 3000 m (v)   | 6e        | 4.36,25 (+11,46)  |
| Jane Goldman      | 1500 m (v)   | 17e       | 2.12,94 (+9,52)   |
| Jane Goldman      | 3000 m (v)   | 12e       | 4.42,49 (+17,70)  |
| Connie Paraskevin | 500 m (v)    | 13e       | 43,05 (+2,03)     |
| Lydia Stephans    | 1000 m (v)   | 13e       | 1.26,73 (+5,12)   |
| Nancy Swider      | 1500 m (v)   | 18e       | 2.13,74 (+10,32)  |
| Nancy Swider      | 3000 m (v)   | 10e       | 4.40,10 (+15,31)  |

### Schansspringen
| Olympiër       | Discipline         | Resultaat | Prestatie                                           |
| -------------- | ------------------ | --------- | --------------------------------------------------- |
| Landis Arnold  | normale schans (m) | 28e       | 182,0 punten 92,6 p. (81,0 m) + 89,4 p. (79,0 m)    |
| Jeff Hastings  | normale schans (m) | 9e        | 203,5 punten 99,4 p. (84,0 m) + 104,1 p. (86,0 m)   |
| Jeff Hastings  | grote schans (m)   | 4e        | 201,2 punten 95,7 p. (102,5 m) + 105,5 p. (107,0 m) |
| Mike Holland   | normale schans (m) | 41e       | 164,3 punten 90,6 p. (81,0 m) + 73,7 p. (87,0 m)    |
| Mike Holland   | grote schans (m)   | 37e       | 154,8 punten 71,2 p. (90,0 m) + 83,6 p. (96,0 m)    |
| Dennis McGrane | normale schans (m) | 33e       | 178,4 punten 102,6 p. (86,0 m) + 75,8 p. (73,0 m)   |
| Dennis McGrane | grote schans (m)   | 53e       | 79,9 punten 7,1 p. (71,0 m) + 72,8 p. (89,0 m)      |
| Reed Zuehlke   | grote schans (m)   | 29e       | 168,5 punten 85,6 p. (96,0 m) + 82,9 p. (95,5 m)    |

### IJshockey
| Olympiër | Discipline | Resultaat | Prestatie |
| --- | ---------- | --------- | --- |
| Marc Behrend Barry Bjugstad Robert Brooke Chris Chelios Steven Griffith Mark Fusco Scott Fusco Paul Guay John Harrington Thomas Hirsch Al Iafrate David A. Jensen David H. Jensen Mark Kumpel Pat LaFontaine Robert Mason Corey Millen Edward Olczyk Gary Sampson Phil Verchota | mannen     | 7e        | Voorronde groep B: 2- 4 Verenigde Staten - Canada 1- 4 Verenigde Staten - Tsjecho-Slowakije 3- 3 Verenigde Staten - Noorwegen 7- 3 Verenigde Staten - Oostenrijk 3- 3 Verenigde Staten - Finland 7e plaats: 7- 4 Verenigde Staten - Polen |

Andorra · Argentinië · Australië · België · Bolivia · Bondsrepubliek Duitsland · Britse Maagdeneilanden · Bulgarije · Canada · Chili · China · Chinees Taipei · Costa Rica · Cyprus · Duitse Democratische Republiek · Egypte · Finland · Frankrijk · Griekenland · Groot-Brittannië · Hongarije · IJsland · Italië · Japan · Joegoslavië · Libanon · Liechtenstein · Marokko · Mexico · Monaco · Mongolië · Nederland · Nieuw-Zeeland · Noord-Korea · Noorwegen · Oostenrijk · Polen · Puerto Rico · Roemenië · San Marino · Senegal · Sovjet-Unie · Spanje · Tsjecho-Slowakije · Turkije · Verenigde Staten · Zuid-Korea · Zweden · Zwitserland